# Château de Martinas
Le château de Martinas est un édifice situé à Monistrol-sur-Loire, en France.

## Localisation
Le château est situé sur le territoire de la commune de Monistrol-sur-Loire, dans le département  de la Haute-Loire, en région Auvergne-Rhône-Alpes.

## Description
En 1890, une maison est réalisée à partir d'un château du XVIIIe siècle. Au corps de logis primitif s'ajoute un pavillon carré, des tours et échauguettes, une marquise et un riche décor sculpté. Il se compose d'un vestibule aux verres gravés ; d'un grand salon avec boiseries sculptées, un plafond à caissons et un grand vitrail figuré ; un salon néo-rocaille avec un plafond et des dessus de portes peints ; une salle de bain à baignoire en fonte peinte.

## Historique
Le château est inscrit au titre des monuments historiques par arrêté du 19 mai 2003.

## Protection
Élémentss protégés : le château en totalité, y compris le pavillon d'entrée avec son portail et les intérieurs avec leurs décors : rez-de-chaussée : vestibule d'entrée avec son passage couvert, grand salon aux vitraux, salon carré baroque, bureau, petit salon ; salle de bains du sous-sol ; chambres du premier étage.